# Stephan Görgl
Stephan Görgl (Bruck an der Mur, 5 giugno 1978) è un ex sciatore alpino austriaco.
È figlio di Traudl Hecher e fratello di Elisabeth, a loro volta sciatori alpini di alto livello.

## Biografia

### Stagioni 1995-2005
Gigantista e supergigantista originario di Kapfenberg e attivo in gare FIS dal dicembre del 1994, Görgl esordì in Coppa Europa il 22 dicembre 1997 a Kreischberg piazzandosi 46º in slalom gigante. Nel circuito continentale il suo primo podio fu il 3º posto ottenuto nel supergigante disputato il 15 gennaio 2000 a Sankt Anton am Arlberg e la prima vittoria quella nel supergigante di Altenmarkt-Zauchensee del 19 gennaio 2001. Pochi giorni dopo, il 28 gennaio, esordì in Coppa del Mondo nel supergigante di Garmisch-Partenkirchen, che chiuse al 27º posto; alla fine di quella stagione in Coppa Europa risultò 2º nella classifica generale e vincitore di quella di supergigante.

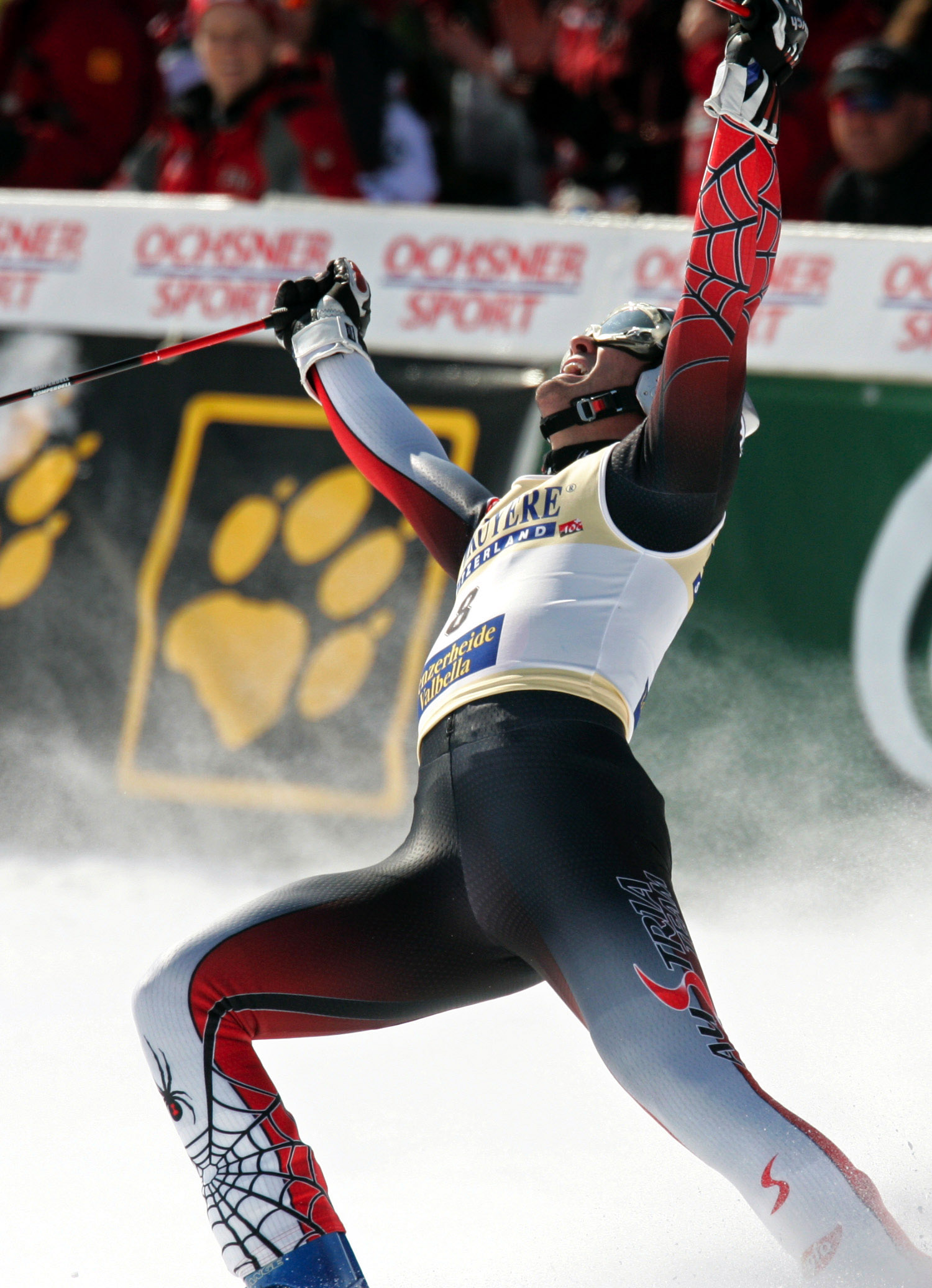
Stephan Görgl a Lenzerheide nel 2005

Nel 2001-2002 in Coppa Europa fu nuovamente 2º nella classifica generale e ottenne lo stesso piazzamento anche in quella di slalom gigante; in quella di supergigante fu 3º. L'anno dopo nel circuito continentale ottenne il 3º posto nelle classifiche di specialità di supergigante e slalom gigante, mentre nella stagione 2004-2005 in Coppa del Mondo conquistò entrambe le sue vittorie di carriera: la prima, nonché primo podio, il 2 dicembre nel supergigante della Birds of Prey di Beaver Creek, la seconda il 12 marzo nello slalom gigante di Lenzerheide. Ai Mondiali di Bormio/Santa Caterina Valfurva 2005, suo esordio iridato, si classificò 21º nello slalom gigante.

### Stagioni 2006-2013
Alla sua unica partecipazione olimpica, Torino 2006, non concluse lo slalom gigante. Nel 2009 ottenne la sua ultima vittoria in Coppa Europa (nello slalom gigante di Soldeu del 6 febbraio) e i suoi ultimi podi sia nel circuito continentale (2º nello slalom gigante di Sestriere del 21 febbraio) sia in Coppa del Mondo (3º nel supergigante di Reiteralm del 10 novembre).
Ai suoi ultimi Mondiali, Garmisch-Partenkirchen 2011, Görgl si classificò 23º nello slalom gigante; la sua ultima gara in carriera fu lo slalom gigante di Coppa del Mondo disputato a Val-d'Isère il 9 dicembre 2012, nel quale non ottenne la qualificazione per la seconda manche.

## Palmarès

### Coppa del Mondo
- Miglior piazzamento in classifica generale: 15º nel 2005
- 5 podi:
  - 2 vittorie
  - 1 secondo posto
  - 2 terzi posti

#### Coppa del Mondo - vittorie
| Data            | Località     | Paese       | Specialità |
| --------------- | ------------ | ----------- | ---------- |
| 2 dicembre 2004 | Beaver Creek | Stati Uniti | SG         |
| 12 marzo 2005   | Lenzerheide  | Svizzera    | GS         |

Legenda:

SG = supergigante

GS = slalom gigante

#### Coppa del Mondo - gare a squadre
- 1 podio:
  - 1 vittoria

### Coppa Europa
- Miglior piazzamento in classifica generale: 2º nel 2001 e nel 2002
- Vincitore della classifica di supergigante nel 2001
- 22 podi:
  - 11 vittorie
  - 6 secondi posti
  - 5 terzi posti

#### Coppa Europa - vittorie
| Data             | Località              | Paese    | Specialità |
| ---------------- | --------------------- | -------- | ---------- |
| 19 gennaio 2001  | Altenmarkt-Zauchensee | Austria  | SG         |
| 9 marzo 2001     | Sestriere             | Italia   | SG         |
| 7 gennaio 2002   | Kranjska Gora         | Slovenia | GS         |
| 12 gennaio 2002  | Oberjoch              | Germania | GS         |
| 13 gennaio 2002  | Oberjoch              | Germania | GS         |
| 13 febbraio 2002 | Sella Nevea           | Italia   | SG         |
| 14 febbraio 2002 | Sella Nevea           | Italia   | SG         |
| 26 gennaio 2003  | Hermagor Nassfeld     | Austria  | GS         |
| 27 gennaio 2003  | Hermagor Nassfeld     | Austria  | GS         |
| 14 marzo 2003    | Piancavallo           | Italia   | GS         |
| 6 febbraio 2009  | Soldeu                | Andorra  | SG         |

Legenda:

SG = supergigante

GS = slalom gigante

### Campionati austriaci
- 3 medaglie[2]:
  - 1 oro (slalom gigante nel 2005)
  - 1 argento (supergigante nel 2003)
  - 1 bronzo (supergigante nel 2009)

### Campionati austriaci juniores
- 5 medaglie[2]:
  - 2 ori (combinata nel 1994; slalom gigante nel 1995)
  - 3 bronzi (slalom speciale nel 1994; discesa libera nel 1995; slalom gigante nel 1998)